# Карон (тамбон)
Карон (тайск. ตำบลกะรน) — тамбон (подрайон) в столичном ампхе Пхукет, провинция Пхукет, Таиланд. Район расположен на юго-западе острова Пхукет. Карон считается туристическим районом — в нём расположены пляжи Карон, Ката, Катаной, и многочисленные объекты туристической инфраструктуры.

## История
До 1980-х туристический бум ещё не достиг территории современного района. Местные жители выращивали рис, ловили рыбу и добывали олово. Территорию занимали сельскохозяйственные угодья.
Район образован в 1987 году, в 1999 году был опубликован королевский указ, который изменил статус района с санитарного на муниципальный. С 1970-х годов в районе началось интенсивное развитие туристической инфраструктуры. Дорога через перевал между пляжами Карон и Патонг была построены только в конце 1980-х. В дождь её размывало, и машины застревали. Район получил большие повреждения 26 декабря 2004 года во время землетрясения в Индийском океане, вызвавшего катастрофическое цунами.

## Административное устройство
Административно район состоит из 4 деревень и 4 общин.
Район входит в состав столичного ампхе Пхукет, провинции Пхукет.

## География
Площадь района занимает примерно 20 км². Район расположен на юго-западе острова Пхукет. На западе омывается Андаманским морем Индийского океана. На юге граничит с районом Ката, на северо-востоке — с тамбоном Чалонг, на юго-востоке — с тамбоном Равай. Через перевал на север находится Патонг — один из самых известных районов острова. На юге район имеет гористый рельеф, а на востоке — низины и предгорные равнинны, которые застроены поселениями и разбиты сельскохозяйственные угодья.

### Пляжи
С юга на север в рамках района расположены пляжи:
- Нуи — песчаный пляж длиной 120 м с большими валунами[7]. С юга ограничен мысом Мангкон.
- Ката — многолюдный живописный пляж, состоит из двух бухт — Ката Ной и Ката Яй, которые разделены между собой небольшим скалистым мысом.
  - Ката Ной (тайск. หาดกะตะน้อย, [hàːt kā.tàʔ nɔ́ːj], Ной — переводится как «маленький») — пляж граничит на севере с курортом Mon Tri’s Villa Royale, а большую часть пляжа занимает курорт Ката Тани.
  - Ката Яй (тайск. หาดกะตะ, [hàːt kā.tàʔ])— пляж длиной 1500 км, застроен в основном дорогими курортами.
- Карон (тайск. หาดกะรน)— протяженностью более 3500 м, является самым крупным пляжем в южной части острова Пхукет. Отделен от Ката мысом Саи.
- Карон Ной (тайск. หาดกะรนน้อย) — небольшой пляж, территория рядом находится в собственности отеля Le Meridian[8].
- Фридом (тайск. หาดไม้ง้าว)— небольшой пляж, труднодоступен, так как необходимо преодолеть большой спуск/подъём, чтобы попасть к нему[9].

## Достопримечательности
В Кароне есть два буддийских храма, которые пользуются популярностью у туристов. Храм Суван Кири Кет построен в 1895 году. На вершине холма Наккерд расположена статуя Большого Будды, — третья в мире по высоте статуя Будды.